# Osmy
Osmy je český televizní film režiséra Jiřího Stracha z roku 2014. Komediální příběh podle scénáře Marka Epsteina vypráví o českém úředníkovi z doby normalizace, který omylem v opilosti podepsal Chartu 77.
Film se jmenuje podle zubů osmiček. Hlavní hrdina, ekonom Okresního podniku bytového hospodářství (OPBH), je totiž konfrontován jak se strachem z komunistů, tak se strachem z trhání zubů, které ho ten den čeká. Televizní premiéru měl snímek 14. prosince 2014 v České televizi.

## Výroba
Film se natáčel v říjnu 2013 v Brně na ulicích Cejl, Bratislavská, Jana Svobody a Vlhká a také na přehradě. Posledním natáčecím dnem byla neděle 27. října.

## Obsazení
| Ivan Trojan               | Richard            |
| Zuzana Stivínová mladší   | Marta              |
| Gregor Bauer              | Ota                |
| Josef Dvořák              | Zdeněk             |
| Jiří Dvořák               | Janek              |
| Zuzana Kajnarová Říčařová | Hanička            |
| Miroslav Krobot           | ředitel            |
| Simona Babčáková          | sekretářka         |
| Oldřich Navrátil          | Igor               |
| Lukáš Hlavica             | agent StB          |
| Vít Karas                 | agent StB          |
| Marek Taclík              | instalatér         |
| Tomáš Töpfer              | primář             |
| Andrea Daňková            | Veronika           |
| Tomáš Sagher              | zedník             |
| Petr Jančařík             | číšník             |
| Milan Němec               | taxikář            |
| Miroslav Spilka           | disident v hospodě |

## Recenze
- Mirka Spáčilová, iDNES.cz
- Spooner, TVZone.cz
- Martin Svoboda, Aktuálně.cz

| „                                       | Osmy zjevně nechtěly být jen nevázanou zábavou. Zřetelně signalizují ambici promluvit o tom, jak normalizační časy prověřovaly lidský charakter. Jenomže k vykreslení tehdejších poměrů používají prostředky, které skutečný vhled do nich prakticky znemožňují. | “ |
| — Marcel Kabát, Lidovky.cz 17. 12. 2014 | |   |

## Ocenění
Na 36. ročníku festivalu Novoměstský hrnec smíchu získal film hlavní cenu poroty Zlatý prim za nejlepší televizní komedii, cenu pro nejlepšího herce (Ivan Trojan) a nejlepší herečku (Zuzana Stivínová).
V říjnu 2014 film zvítězil v prestižní soutěži Prix Europa 2014 v Berlíně v kategorii TV Fiction.